# Aike González Comesaña
Aike González Comesaña (Tuy, 24 de marzo de 1966) es un deportista español que compitió en piragüismo en la modalidad de aguas tranquilas. Ganó tres medallas en el Campeonato Mundial de Piragüismo, en los años 2002 y 2003, y dos medallas de plata en el Campeonato Europeo de Piragüismo, en los años 2002 y 2004.

## Palmarés internacional
| Campeonato Mundial | Campeonato Mundial           | Campeonato Mundial | Campeonato Mundial |
| Año                | Lugar                        | Medalla            | Competición        |
| ------------------ | ---------------------------- | ------------------ | ------------------ |
| 2002               | Sevilla (España)             | Medalla de oro     | K4 200 m           |
| 2002               | Sevilla (España)             | Medalla de bronce  | K4 500 m           |
| 2003               | Gainesville (Estados Unidos) | Medalla de bronce  | K4 200 m           |
| Campeonato Europeo |                              |                    |                    |
| Año                | Lugar                        | Medalla            | Competición        |
| 2002               | Szeged (Hungría)             | Medalla de plata   | K4 200 m           |
| 2004               | Poznań (Polonia)             | Medalla de plata   | K4 200 m           |